# 白川公園 (熊本市)
座標: 北緯32度48分06.52秒 東経130度43分02.68秒 / 北緯32.8018111度 東経130.7174111度

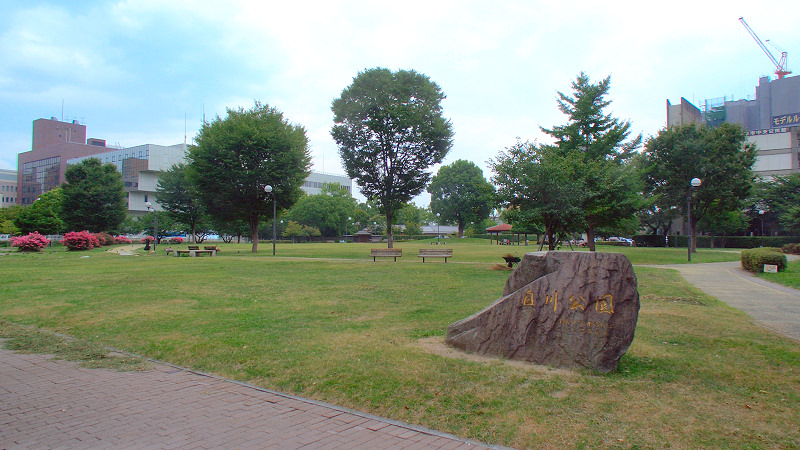
白川公園

白川公園（しらかわこうえん）は、熊本県熊本市中央区にある都市公園（近隣公園）である。1961年（昭和36年）2月21日に開設された。

## 概要
熊本市中心市街地、国道3号の沿線に位置しており、熊本市の繁華街の一つである上通商店街とは国道を挟んでいる。
面積2.0haで、敷地の大部分は緑地として整備されているほか、茶室も備えている。
かつてはグラウンドを中心とする公園であったが、1998年に再整備され緑地化、防災公園としても整備されている。

## 園内の主な設備

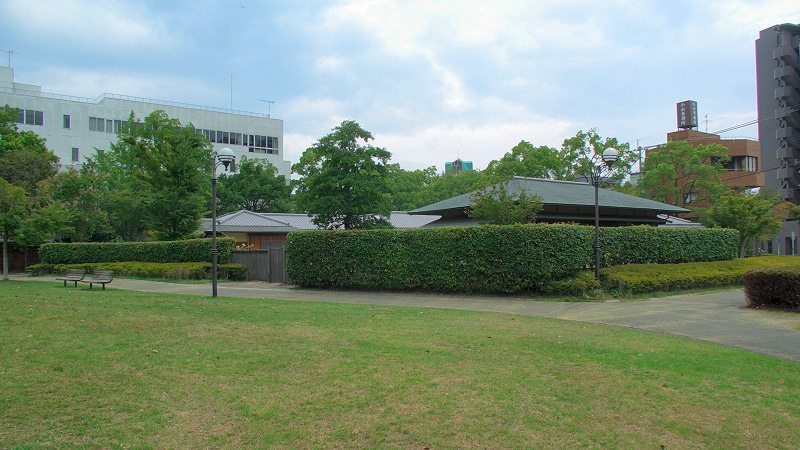
茶室

- 緑地
- 茶室

福岡に建てられていた茶室（1963年（昭和38年）建築）を移転したもの。京都の茶室「不審庵」を模したものである。
- 防災倉庫

非常食料や応急的な活動に必要となる機材などが備蓄されている。
- 貯水槽

耐震性を備えた地下貯水槽。常に上水道が流れており、緊急時には飲料水として利用できる。
- 公衆トイレ
- 駐輪場

## 歴史
水道町から草葉町にかけての一帯は、戦前は熊本県関係の建物が建ち並ぶ官庁街であり、当公園の敷地には県庁が建てられていた。戦災で県庁舎が焼失したことがきっかけとなり、再開発が行われ公園として整備された。現在も周辺には公的施設が建ち並び戦前の名残を残している。
再整備が開始されるまでは、野外音楽堂やナイター設備を有するグラウンドを持ち、熊本市民早起き野球大会などが開催されていた。また、1965年（昭和40年）から1975年（昭和50年）までは植木市も開かれていた。
- 1957年（昭和32年）2月5日 - 都市計画決定。
- 1961年（昭和36年）2月21日 - 開設。
- 1995年（平成7年）10月3日 - 白川公園再整備検討委員会設置。
- 1997年（平成9年）3月 - 茶室移築完了。
- 1997年（平成9年）4月21日 - 白川公園グラウンド閉鎖。
- 1998年（平成10年）10月23日 - 緑地公園化。防災機能整備が完了し一般開放。

## 所在地
- 熊本県熊本市中央区草葉町5-1（碩台校区）

## 交通アクセス

### バス
- 白川公園前バス停下車すぐ。（熊本都市バス、産交バス、電鉄バス）

### 電車
- 熊本市交通局水道町電停下車、国道3号沿いに北へ約350m
- 熊本電気鉄道藤崎宮前駅下車、国道3号沿いに南へ約500m

## 周辺施設
- 熊本市中央公民館
- 熊本中央警察署
- 熊本県熊本総合庁舎
- 熊本県総合福祉センター
- 熊本県農協会館
- 熊本県婦人会館
- AIG損害保険熊本営業支店
- 竹中工務店熊本営業所
- メルパルク熊本
- 藤崎八旛宮
- 上通

## 参考資料
- 「熊本県大百科事典」熊本日日新聞 1982年4月25日
- 熊本日日新聞データベース
- 「熊本市の都市公園 平成10年度」 熊本市公園管理課